# DTC-Saison 2008
Die Danish Touringcar Championship-Saison 2008 ist eine Rennsaison der dänischen Tourenwagen-Meisterschaft.

## Wichtige Fahrer und Teams
| Fahrer           | Team                         | Fahrzeug            |
| ---------------- | ---------------------------- | ------------------- |
| Kristian Poulsen | Poulsen Motorsport           | BMW 320si E90       |
| Michel Nykjær    | Poulsen Motorsport           | BMW 320si E90       |
| Jan Magnussen    | Team Den Blå Avis            | BMW 320si E90       |
| Tom Pedersen     | Tom P Racing                 | BMW 320si E90       |
| Henrik Lundgaard | Chevrolet Motorsport Danmark | Chevrolet Lacetti   |
| Michael Outzen   | Chevrolet Motorsport Danmark | Chevrolet Lacetti   |
| James Thompson   | Hartmann Honda Racing        | Honda Accord Euro-R |
| Jens Edman       | Team Go Racing               | Peugeot 407         |
| Jason Watt       | Team Bygma Jason Watt Racing | SEAT Leon           |

## Rennkalender
| Nr.        | Datum         | Land / Strecke | Pole-Position    | Sieger           |
| ---------- | ------------- | -------------- | ---------------- | ---------------- |
| 1, 2, 3    | 4. Mai        | Jyllandsringen | Tom Pedersen     | Tom Pedersen     |
| 1, 2, 3    | 4. Mai        | Jyllandsringen | Tom Pedersen     | Jan Magnussen    |
| 1, 2, 3    | 4. Mai        | Jyllandsringen | Tom Pedersen     | Jan Magnussen    |
| 4, 5, 6    | 18. Mai       | Ring Djursland | Henrik Lundgaard | Henrik Lundgaard |
| 4, 5, 6    | 18. Mai       | Ring Djursland | Henrik Lundgaard | Jens Edman       |
| 4, 5, 6    | 18. Mai       | Ring Djursland | Henrik Lundgaard | Michael Outzen   |
| 7, 8, 9    | 8. Juni       | Jyllandsringen | Jan Magnussen    | Jan Magnussen    |
| 7, 8, 9    | 8. Juni       | Jyllandsringen | Jan Magnussen    | Tom Pedersen     |
| 7, 8, 9    | 8. Juni       | Jyllandsringen | Jan Magnussen    | Jan Magnussen    |
| 10, 11, 12 | 29. Juni      | Padborg Park   | Henrik Lundgaard | James Thompson   |
| 10, 11, 12 | 29. Juni      | Padborg Park   | Henrik Lundgaard | Tom Pedersen     |
| 10, 11, 12 | 29. Juni      | Padborg Park   | Henrik Lundgaard | Michael Outzen   |
| 13, 14, 15 | 17. August    | Jyllandsringen | Jan Magnussen    | Jan Magnussen    |
| 13, 14, 15 | 17. August    | Jyllandsringen | Jan Magnussen    | Michael Outzen   |
| 13, 14, 15 | 17. August    | Jyllandsringen | Jan Magnussen    | Jan Magnussen    |
| 16, 17, 18 | 7. September  | Sturup Raceway | Jan Magnussen    | James Thompson   |
| 16, 17, 18 | 7. September  | Sturup Raceway | Jan Magnussen    | Tom Pedersen     |
| 16, 17, 18 | 7. September  | Sturup Raceway | Jan Magnussen    | Kristian Poulsen |
| 19, 20, 21 | 21. September | Padborg Park   | Michael Outzen   | Michael Outzen   |
| 19, 20, 21 | 21. September | Padborg Park   | Michael Outzen   | Jason Watt       |
| 19, 20, 21 | 21. September | Padborg Park   | Michael Outzen   | Michel Nykjær    |
| 22, 23, 24 | 12. Oktober   | Jyllandsringen | Jan Magnussen    | Jan Magnussen    |
| 22, 23, 24 | 12. Oktober   | Jyllandsringen | Jan Magnussen    | Michel Nykjær    |
| 22, 23, 24 | 12. Oktober   | Jyllandsringen | Jan Magnussen    | Jan Magnussen    |